# Série 25 SNCB
La série 25 est une série de locomotives électriques de la SNCB (type 125 et 140 avant 1970).
À l'origine, ces motrices ont été commandées en complément des motrices de la série 23 dont elles étaient fort proches, à l'exception de leur rapport d'engrenages qui furent adaptés pour certains services particuliers (notamment, les six dernières machines devaient être aptes à 140 km/h afin de tracter des trains de voyageurs entre Ostende et Liège, mais il s'avéra que cet objectif n'était pas praticable, et l'ensemble des machines furent transformées pour une vitesse de 130 km/h, comme les 23.

## Histoire
En 1973, huit motrices furent adaptées pour pouvoir circuler aux Pays-Bas et assurer la relation voyageur "Benelux" entre Bruxelles et Amsterdam. Elles furent renumérotées dans la série 25.5.
À la fin des années 1970, les motrices subsistant au sein de la série 25 sont équipées pour la réversibilité, et donc spécialisées au trafic voyageur en tête ou en pousse de rames de voitures M2.
Après le retrait des voitures de type M2, ces machines ont terminé leur carrière en tant qu'engin de réserve, essentiellement pour la traction de rames additionnelles (trains de pointe) ou de trains de fret légers.

## Numérotation
Les 16 locomotives d'emblée limitées à 130 km/h sont numérotées 125.001 à 016 et celles aptes à 140 km/h 140.001 à 016. En 1967, ces dernières sont remises au type et numérotées 125.101 à 106. En 1971, la SNCB adopte les matricules à quatre chiffres et la série devient les 2501 à 2522. Les 2515 et 2516, ex-série 125 et les 2517 à 2522, ex-série 140, sont concernées pour la transformation en 25.5. À la suite de l'accident de Kapellen en 1974 qui endommage gravement la 2557, la 2504 est sélectionnée pour être à son tour transformée, prenant le matricule 2557, tandis que la 2557 accidentée est finalement réparée comme locomotive monocourant et récupère le numéro de la 2504.

## Modélisme
La série 25 a été reproduite à l'échelle HO par la firme allemande Märklin et italienne Lima.